# A/UX
A/UX（エーユーエックス）は、Appleにより開発された、68kMacintosh向けのUNIXである。

## 特徴
A/UXは、System V Release 2.2をベースに、System V Release 3、同Release 4、4.2BSD、4.3BSDの成果を取り入れている。加えて、エミュレーション機能によりMac OS向けのアプリケーションが動作し、この点が本OSの最大の特徴である。
UIに関しては、Finder 24bit、Finder 32bit、コンソール、X Window Systemの四つのモードが存在し、標準インタフェースの32bit Finderモードは当時のMac OSと同様のGUIを備えており、同時期のUnix系OSとは一線を画していた。また、Finder上のアプリケーションとしてXサーバアプリケーションMac Xが提供されており、FinderモードでもX Window System向けアプリケーションを実行できた。

## 歴史
A/UX 1.0は、1988年2月のUniforumの会議で、スケジュールの7ヶ月遅れでアナウンスされた。当初の目的は、大学や付加価値再販業者（VAR）などの既存のUnixの顧客であった。サードパーティのソフトウェアは、システムの最初のリリースとともにアナウンスされ、これにはIngresデータベースや、StatView、開発者向けツール、そして様々な生産性ソフトウェアのパッケージが含まれていた。
これは、AT&TのUnix System V2.2に基づいており、BSDから追加の機能が加えられていた。ネットワークサポートは、UniSoftによって開発されたTCP/IP、AppleTalk、NFSの実装が含まれていた。ベースシステムは、GUIを持っておらず、コマンドラインからのみ使えた。このシステムは、System 6のインターフェースを使って、単一のMacのプログラムを一度に実行することができたが、動作するMacのソフトウェアは10%程度のみであった。
1989年にリリースされたA/UX 1.1は、Finder、Chooser、デスクアクセサリ、コントロールパネルなどのSystem 6の基本的なGUIを提供した。これはUnixに12 POSIX標準のドラフト、X Window System（X11R3）のGUIを提供するものであり、ローエンドのSunワークステーションに比べると全体的にスピードが改善されていた。
1991年初頭にアップルコンピュータジャパンがA/UX 2.0の販売を開始、対応機種はSE/30、II(別売のPMMU68851が必要)、IIx、IIxc、IIci、IIfx。
その後、1991年11月には、AppleがA/UX 3.0をランチし、A/UXとSystem 7のリリーススケジュールを同期化させることを計画した。このとき、1993年か1994年にリリースされることが予期された、A/UX 4.0を会社はプリアナウンスしたが、これは、IBMのPOWERやPowerPCのハードウェア、そして、AppleのPowerPCベースのハードウェアで実行できるようになることを意図していた。
1992年4月、C2レベルのセキュアなバージョンのA/UXがリリースされている。その後、A/UXの最後のリリースであるバージョン3.1.1は1995年にリリースされている。

## 開発の終焉
A/UXは1988年に登場し1990年代まで開発が続けられたが、1990年代半ばにAppleがプロセッサを68kからPowerPCに切り替えた際、PowerPCへのポーティングはされずその歴史に幕を下ろした。この間、一時AIXベースのプラットフォーム構想も提唱され、AIX標準搭載のApple Network Serverも発売されたが、1年未満で販売終了した。その後、Mac OSとUNIXが再び交わるまでにはNeXTSTEPベースのMac OS X Server 1.0を待たねばならなかった。